# Степан Білинкевич
Степан Білинкевич (у чернецтві Симеон ЧСВВ; ? — 1831) — український чернець, василіянин, педагог, Канівський архимандрит.

## Життєпис
Син Гната і внук Івана Білинкевичів, народився в Київському воєводстві у другій половині XVIII ст.
Став ченцем ЧСВВ і навчався у Львові, також у школах Чину. Після їх закінчення — педагог: 18 років учив різних предметів, головно фізики. Якийсь час — префект у Любарі, потім 4 роки — ректор шкіл Любарських, що схвально сприйняв Тадеуш Чацький. Для шкіл у Любарі 1802 року створив окремий фундаційний легат, потім сам був куратором шкіл, фундушу. 1805 року луцький єпископ Стефан Левинський, а 1808 року єпископ Григорій Коханович пропонували його кандидатуру митрополиту Іраклію Лісовському для затвердження канівським архимандритом (це сталось 11 квітня 1809 року). Двічі його обирали провінціалом Руської провінції Василіянського Чину. Мав резиденцію в Крем'янці, візитував школи, ревно обороняв права василіян, опираючись планам Блудова їх скасувати. Властиво — останній Канівський архимандрит, керівник Руської провінції ЧСВВ. Сучасники відзначали його жертовність, енергійність, дотримання вимог Чину, всесторонню діяльність.